# Josef Grunner

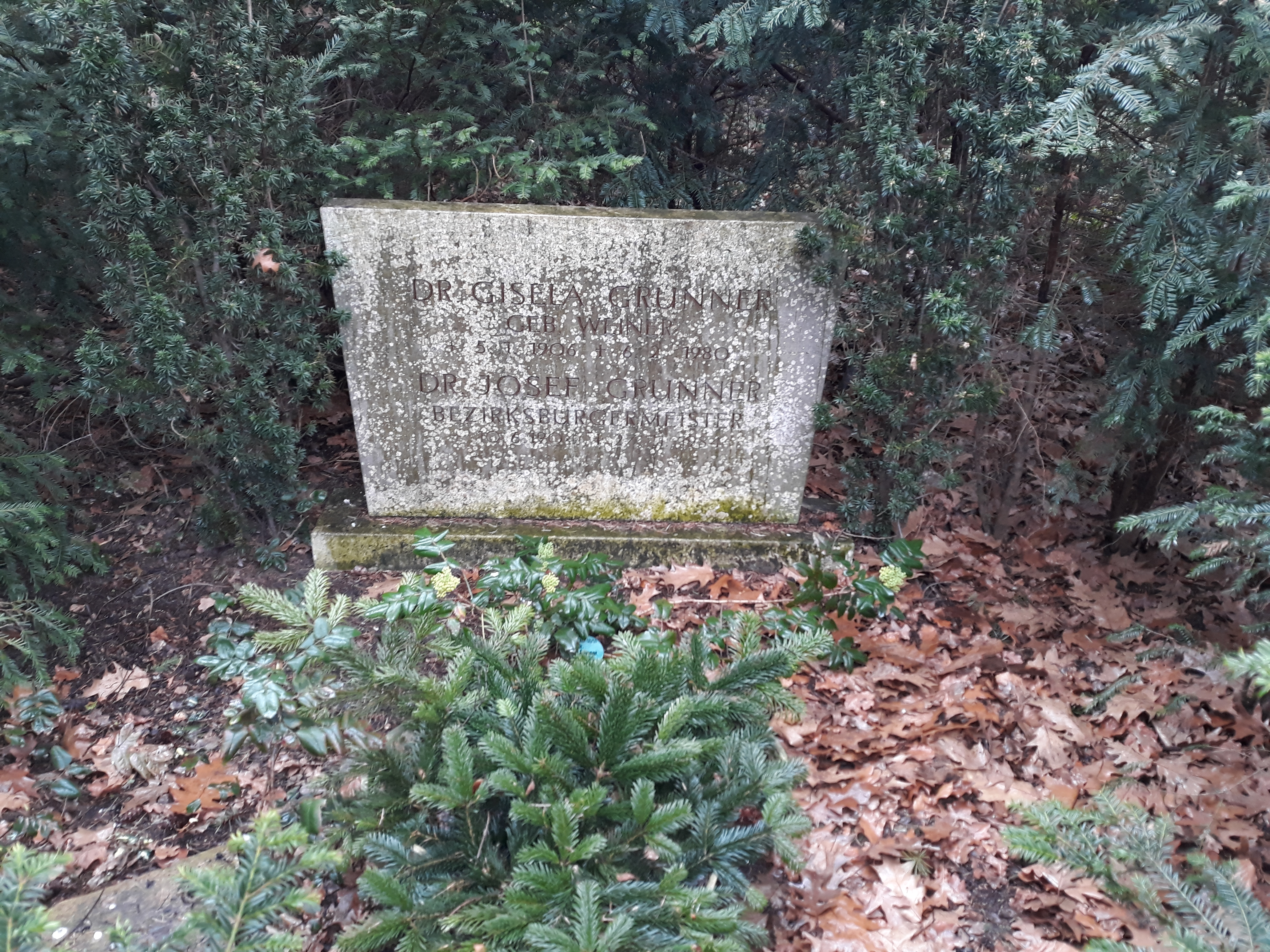
Das Grab von Josef Grunner und seiner Ehefrau Gisela geborene Weiner auf dem Friedhof Schöneberg II in Berlin.

Josef Grunner (* 10. Juni 1904 in Atzelsdorf, Michelhausen; † 27. November 1984) war ein österreichisch-deutscher Jurist, Journalist und Politiker (SPD).

## Leben und Beruf
Grunner wurde als Sohn einer Arbeiterfamilie in Österreich geboren. Nach dem Schulbesuch arbeitete er zunächst als Elektromechaniker und wechselte später als kaufmännischer Angestellter in die Industrie. Auf dem zweiten Bildungsweg bestand er 1927 das Abitur an einem Realgymnasium in Wien. Anschließend nahm er ein Studium der Rechtswissenschaften an der Universität Wien auf, das er 1934 mit der Promotion zum Dr. jur. beendete. Er siedelte 1940 nach Deutschland über und ließ sich in Berlin nieder. Aufgrund seiner Ehe mit der Tochter eines russischen Juden wurde er 1944 für ein halbes Jahr in einem Arbeitslager der Organisation Todt für  „jüdisch Versippte“ (Sonderkommando J) in Sachsen festgehalten.
Grunner war 1945/46 Referatsleiter der Rechtsabteilung der Zentralverwaltung Industrie für die Sowjetische Besatzungszone (SBZ). Nach der Zwangsvereinigung von SPD und KPD zur SED betätigte er sich journalistisch und arbeitete von 1946 bis 1955 als Redakteur und 'Ressortleiter für Politik aus den westlichen Besatzungszonen' beim Telegraf und bei der Nachtdepesche. 1953 erhielt er die deutsche Staatsbürgerschaft.

## Partei
Grunner hatte sich 1921 der SPÖ angeschlossen. Er gehörte 1945 zu den Gründern der SPD in Berlin-Wilmersdorf, war 1947/48 Vorsitzender des dortigen Kreisverbandes und wurde 1949 in den Landesvorstand der Berliner Sozialdemokraten gewählt. 1946 hatte er außerdem den Marxistischen Arbeitskreis gegründet.

## Abgeordneter
Als Berliner Abgeordneter gehörte Grunner dem Deutschen Bundestag vom 11. Juni 1957, als er für die verstorbene Abgeordnete Louise Schroeder nachrückte, bis zu seiner Mandatsniederlegung am 21. Juni 1957 an.

## Öffentliche Ämter
Grunner war von 1955 bis 1964 Stadtrat für Wirtschaft und Ernährung sowie Leiter des Wohnungsamtes des Berliner Bezirkes Schöneberg. Von 1964 bis 1969 amtierte er hier als Bezirksbürgermeister.